# Жиробанк

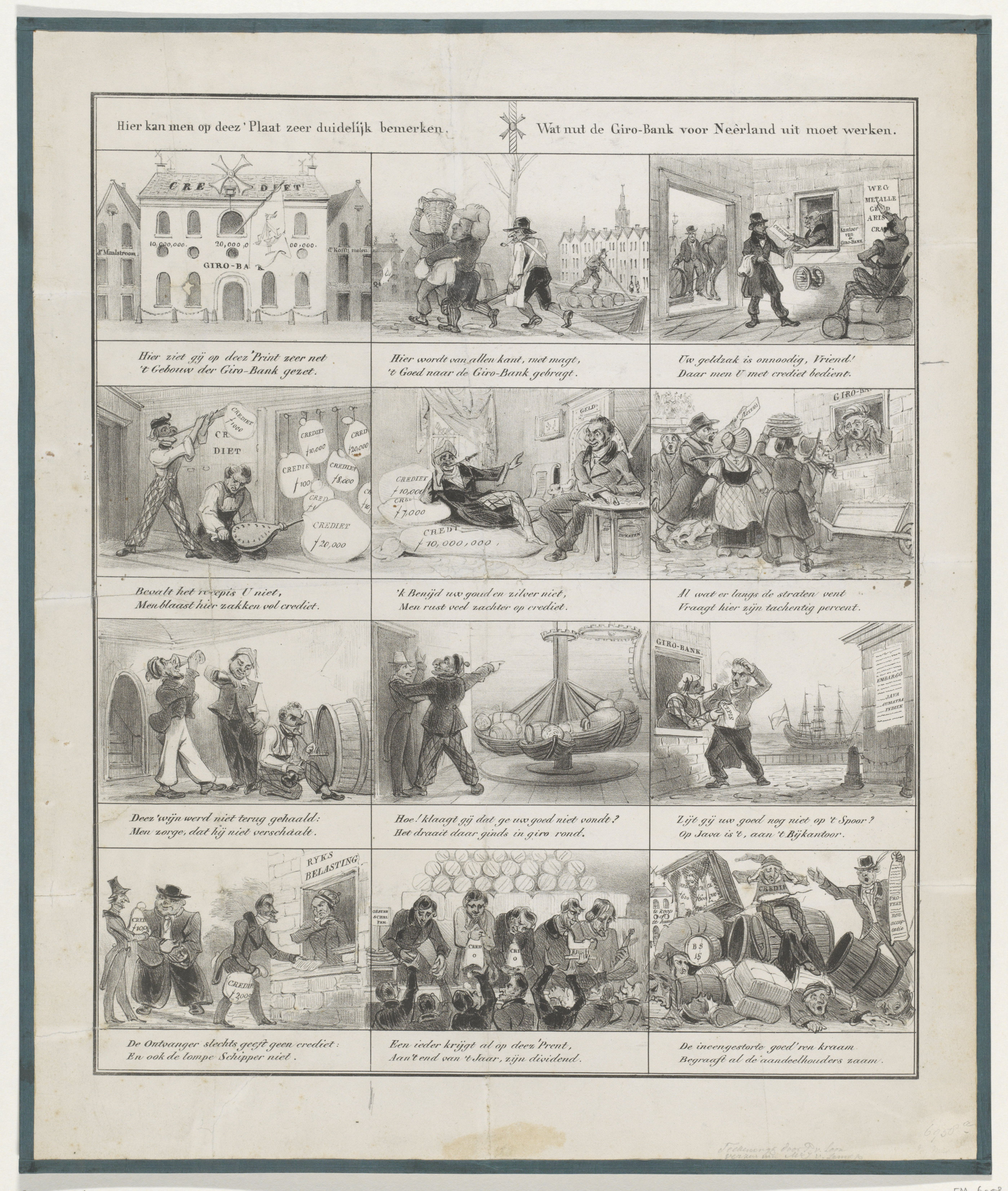
Литография 1836 года, Нидерланды

Жиробанк — общественный обменный банк, производящий безналичные расчёты между своими клиентами.
Жиробанки были созданы для того, чтобы защитить клиентов от потерь, связанных с порчей монет государственной властью. В XXI веке функции жиробанков выполняют коммерческие банки.

## История
Купеческие гильдии Венеции, Генуи, Гамбурга, Нюрнберга, Милана, Амстердама в XVI—XVII веках создали специальные банки, которые назвали «жиробанками». Такое название происходило от слова «giro», что в переводе с итальянского значит «оборот». Жиробанки специализировались на безналичных расчётах между своими клиентами, потому что наличные деньги — монеты — со временем обесценивались. Средства клиентов, которые находились на жиросчетах, нельзя было обратить в наличные деньги. Такой способ расчёта был достаточно быстрым и удобным. Жиробанки для расчётов использовали специальные денежные единицы, которые выражались в весовых количествах благородных металлов. Жиробанки ссуживали свободные денежные ресурсы городам, государству, торговым компаниям.
Появилась особая банковская операция, называемая «жиро». Её суть состояла в том, что если два лица, одно из которых должно было произвести платёж в пользу другого, имели счета в одном и том же банке, то вместо того, чтобы передавать от одного к другому наличные деньги, банк просто списывал по приказу владельца денег сумму, которую он хотел заплатить, и приписывал эту сумму к счёту другого человека. Такие приказы назывались жироприказами. Жиробанки не выпускали банкнот.
В 1587 году в Италии основали жиробанк «Банко ди Риальто» (итал. Banko delta Piaza de Rialto). В 1609 году в Амстердаме был основан Виссельбанк, а в 1619 году в Гамбурге — Вексельный банк. Также, в 1619 году в Венеции основали жиробанк на тождественных началах. Расчёты проводились при помощи особой «банковской монеты», которой была признана dukati d’argento — наилучшая монета, которая была в денежном обороте в Венеции. При помощи жиробанков, банки стали выступать посредниками между лицами, которые обладали свободным капиталом, и лицами, которым был необходим кредит. Жиробанки стали превращаться в депозитные банки.
В 1765 году был основан Берлинский жиробанк.
Постепенно жиробанки стали функционировать в Барселоне, Неаполе, Милане, Роттердаме, Стокгольме.
Из жиробанков развились другие формы безналичных расчётов, которые распространились на другие континенты. Постепенно безналичные жирорасчёты стали проводиться не только между вкладчиками одного банка, но и между вкладчиками, которые пользовались услугами банков в разных городах и странах. В XVI—XVII веках проводились вексельные мессы — ярмарки, где встречалось несколько десятков банкиров для произведения взаимного зачёта встречных обязательств. Жирооперации были предшественниками клиринговых операций.
Жирорасчёты были распространены в Бельгии, Австрии, Германии, Венгрии, Франции, Италии, Швейцарии, Голландии.
В Европе большая часть стран поддерживает существование жиробанков; они функционируют более 130 лет. Сегодня такие учреждения есть в Австрии, Франции, Германии, Нидерландах, Дании, Норвегии, Испании, Швейцарии и некоторых других странах. Также создаются муниципальные банки в Польше, Российской Федерации и других бывших социалистических странах.
С 16 июля 1935 г. на Антильских островах начал работать жиробанк (Girobank N.V.). Этот банк активно работает на всей местности Карибских островов.